# Нијела Танаро
Нијела Танаро (итал. Niella Tanaro) је насеље у Италији у округу Кунео, региону Пијемонт.
Према процени из 2011. у насељу је живело 1027 становника. Насеље се налази на надморској висини од 416 м.

## Становништво
Према резултатима пописа становништва 2011. у општини је живело 1.931 становника.
| 1931. | 1936. | 1951. | 1961. | 1971. | 1981. | 1991. | 2001. | 2011. |
| ----- | ----- | ----- | ----- | ----- | ----- | ----- | ----- | ----- |
| 1.908 | 1.998 | 1.547 | 1.263 | 1.084 | 1.021 | 990   | 1.027 | 1.931 |